# Homoneura scolodrilos
Homoneura scolodrilos är en tvåvingeart som beskrevs av Kim 1994. Homoneura scolodrilos ingår i släktet Homoneura och familjen lövflugor. Inga underarter finns listade i Catalogue of Life.